# Danny Tiatto
Danny Tiatto (22 de maio de 1973) é um ex-futebolista profissional australiano, atuava como meia.

## Carreira
Danny Tiatto representou a Seleção Australiana de Futebol, nas Olimpíadas de 1996.